# フリック・コレクション
フリック・コレクション (Frick Collection) はニューヨーク市マンハッタン区アッパー・イースト・サイドにある美術館である。実業家のヘンリー・クレイ・フリックの個人的なコレクションを、彼の邸宅だった館で展示している。小規模だがヨハネス・フェルメールの作品を3つ所蔵するなど非常に充実した美術館で、絵画だけでなく彫刻・家具・陶磁器なども所蔵している。

## 概要
フリック・コレクションの建物は、元々はヘンリー・クレイ・フリックの邸宅として1913年から14年にかけてトマス・ヘイスティングスによって設計された。ヘンリー・クレイ・フリックの死後、1930年代にジョン・ラッセル・ポープにより拡張され、1935年12月に美術館として開館した。
Category:フリック・コレクション所蔵品も参照

## 主な収蔵作品
- ピエロ・デラ・フランチェスカ 『福音書記者聖ヨハネ』（1454年-1469年）他
- ジョヴァンニ・ベリーニ 『荒野の聖フランシス』（1480年）他
- ハンス・ホルバイン (子) 『サー・トーマス・モアの肖像』（1527年）他
- パオロ・ヴェロネーゼ『知恵と強さの寓意』『美徳と悪徳の間の選択』（1565年頃）
- エル・グレコ 『ヴィンチェンツォ・アナスタージ』（1575年頃）他
- アンソニー・ヴァン・ダイク 『ジェノヴァの紳士の肖像』（1622年-1627年）
- ディエゴ・ベラスケス 『フラガのフェリペ4世の肖像』（1644年）
- レンブラント・ファン・レイン 『自画像』（1658年）他
- ヨハネス・フェルメール 『中断された音楽の稽古』（1660年）『兵士と笑う娘』（1655年-1660年）『婦人と召使』（1665年-1670年）
- フランソワ・ブーシェ 『バラと少女』（1760年頃）
- トマス・ゲインズバラ 『ピーター・ウィリアム・バーカー婦人の肖像』（1781年）他
- フランシスコ・デ・ゴヤ 『鍛冶屋』（1815年-1820年）他
- ジョゼフ・マロード・ウィリアム・ターナー 『ディエップの港』（1826年）他
- ジョン・コンスタブル 『白い馬』（1819年）他
- ドミニク・アングル『ドーソンヴィル伯爵夫人の肖像』（1845年）
- エドガー・ドガ 『リハーサル』（1878年-1879年）
- ジェームズ・マクニール・ホイッスラー 『ピンクとグレイのハーモニー：レディ・ミューの肖像』（1881年-1882年）他

## ギャラリー

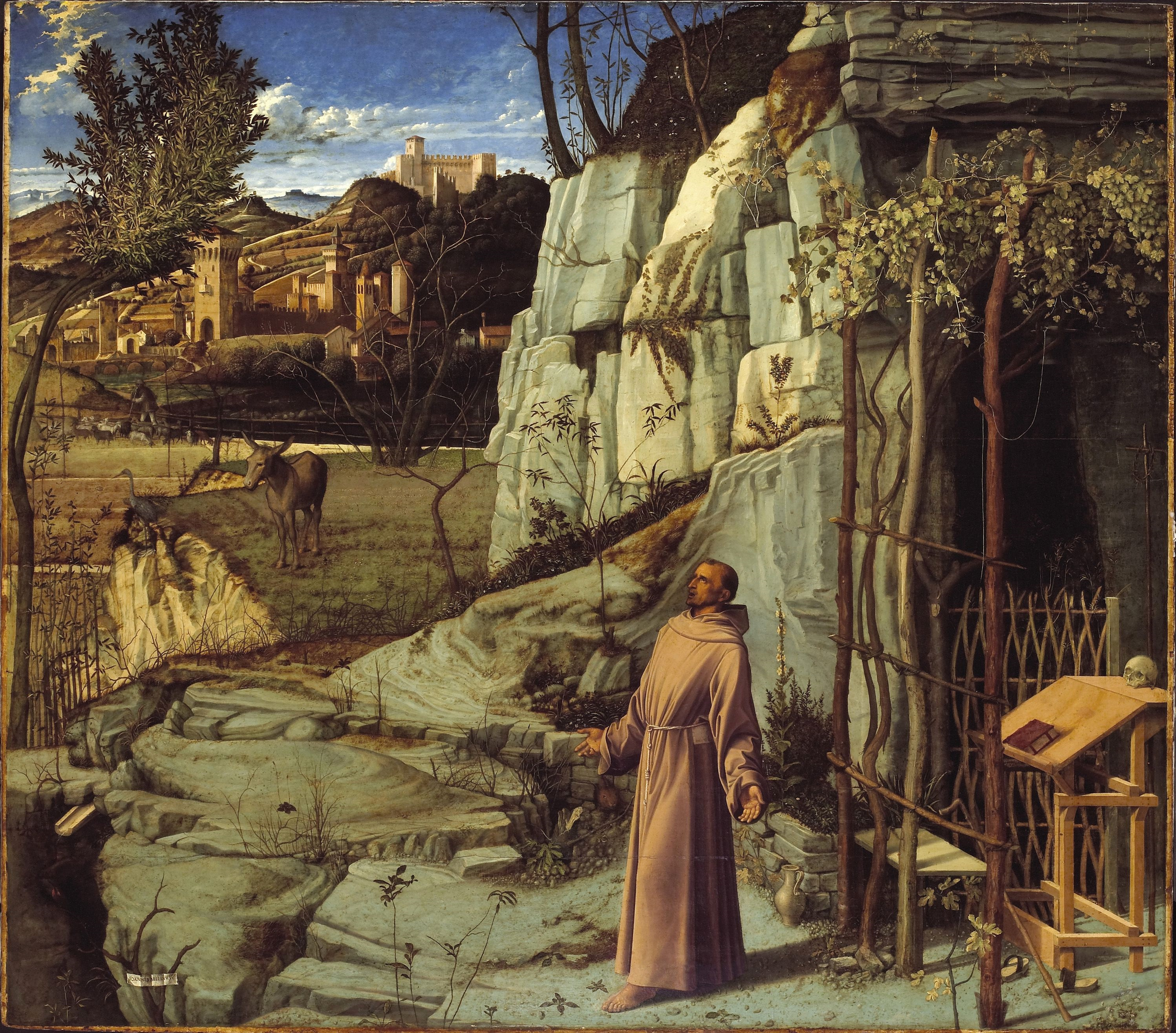
ジョヴァンニ・ベリーニ 『荒野の聖フランシス』 1480年頃
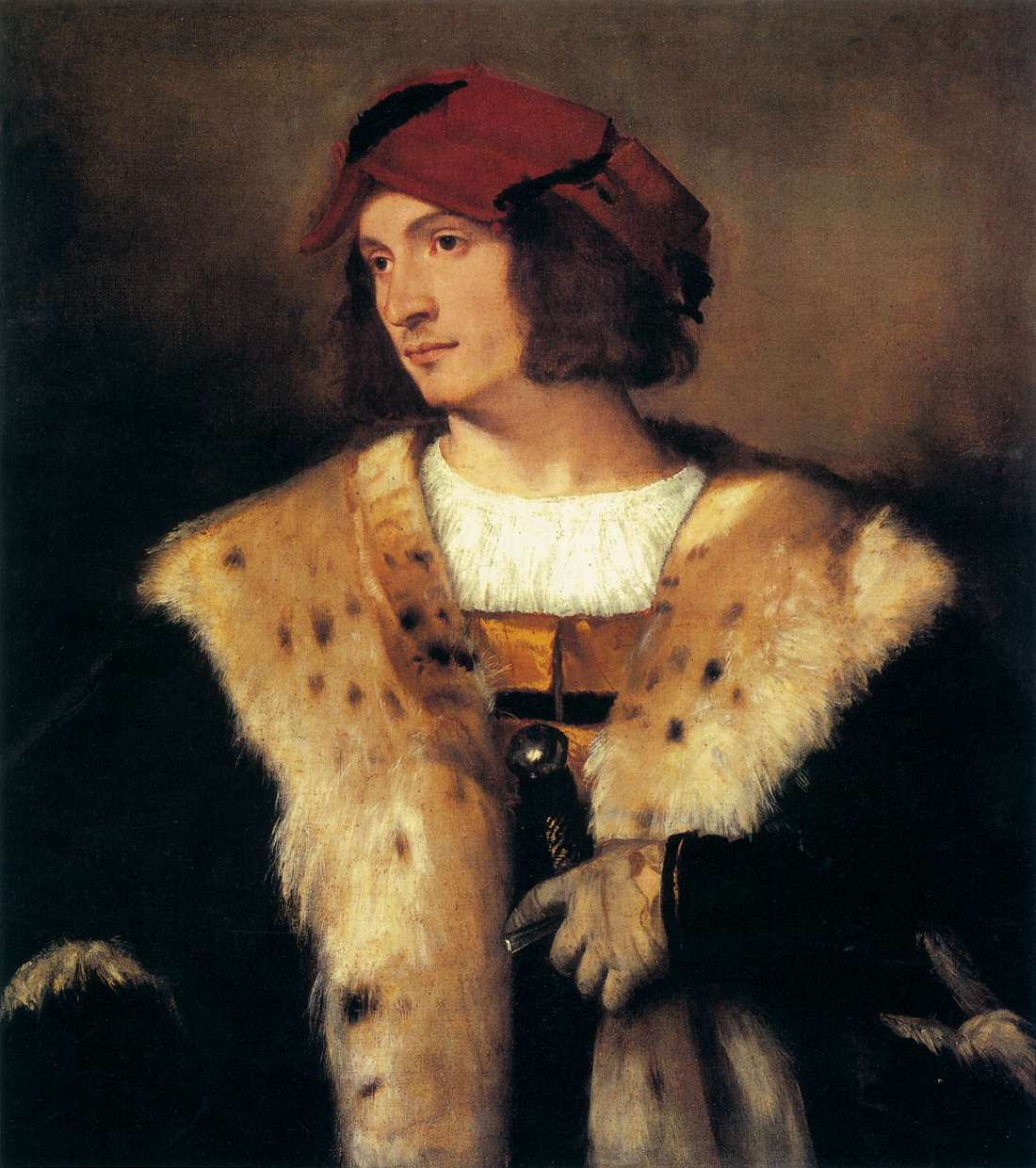
ティツィアーノ 『赤い帽子を被った男の肖像』1516年頃
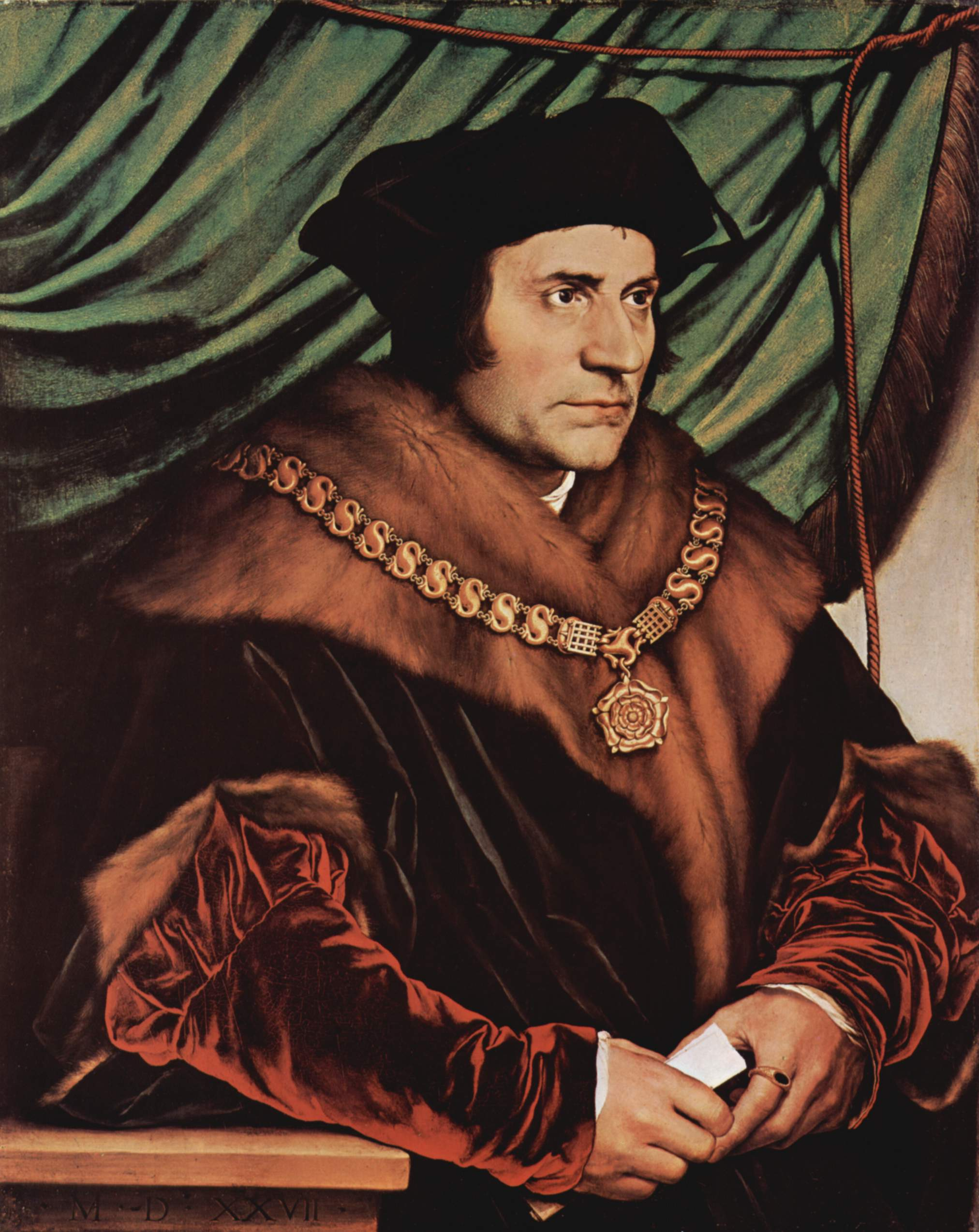
ハンス・ホルバイン 『サー・トーマス・モアの肖像』 1527年
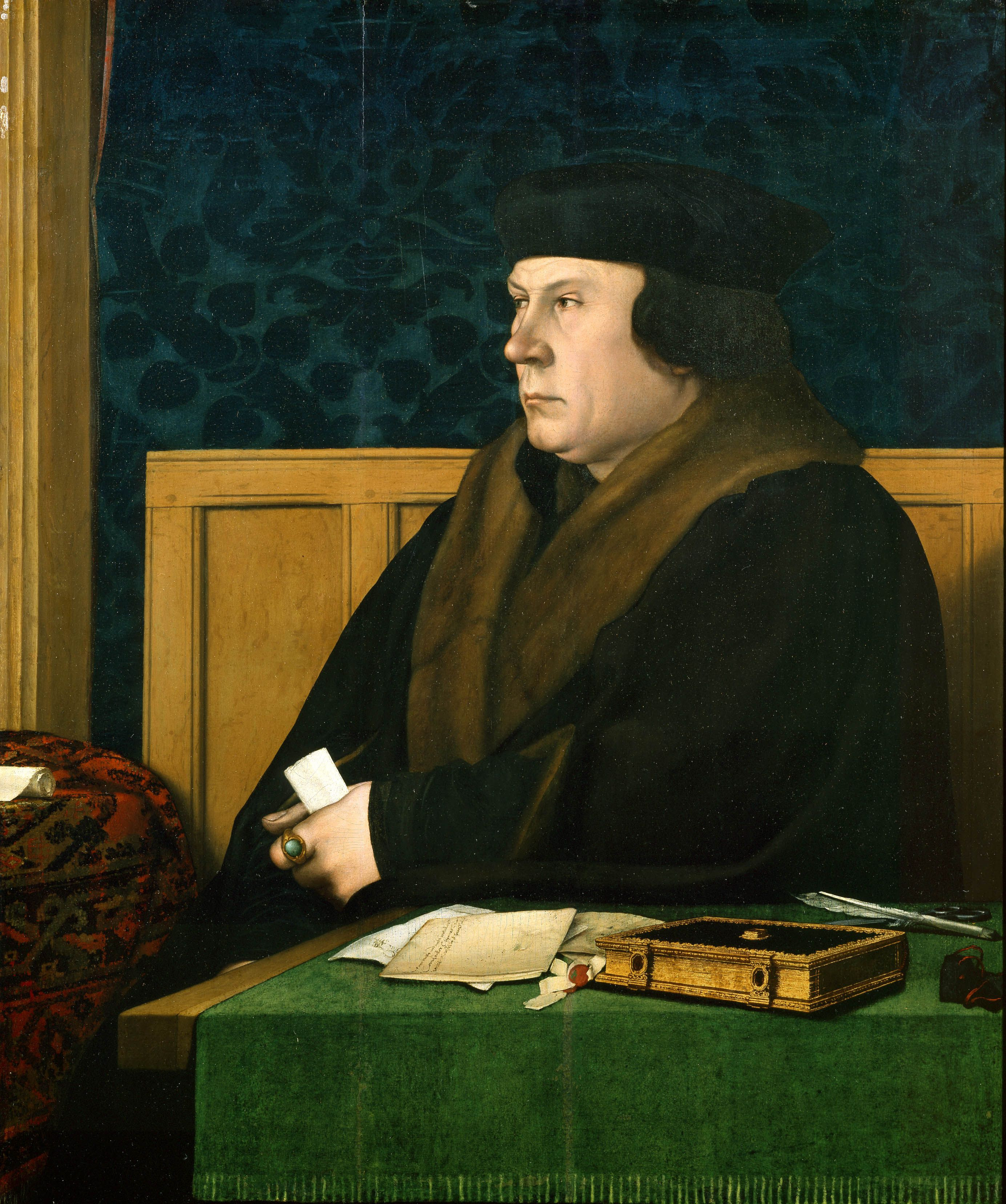
ハンス・ホルバイン 『トマス・クロムウェル』 1532年あるいは1533年
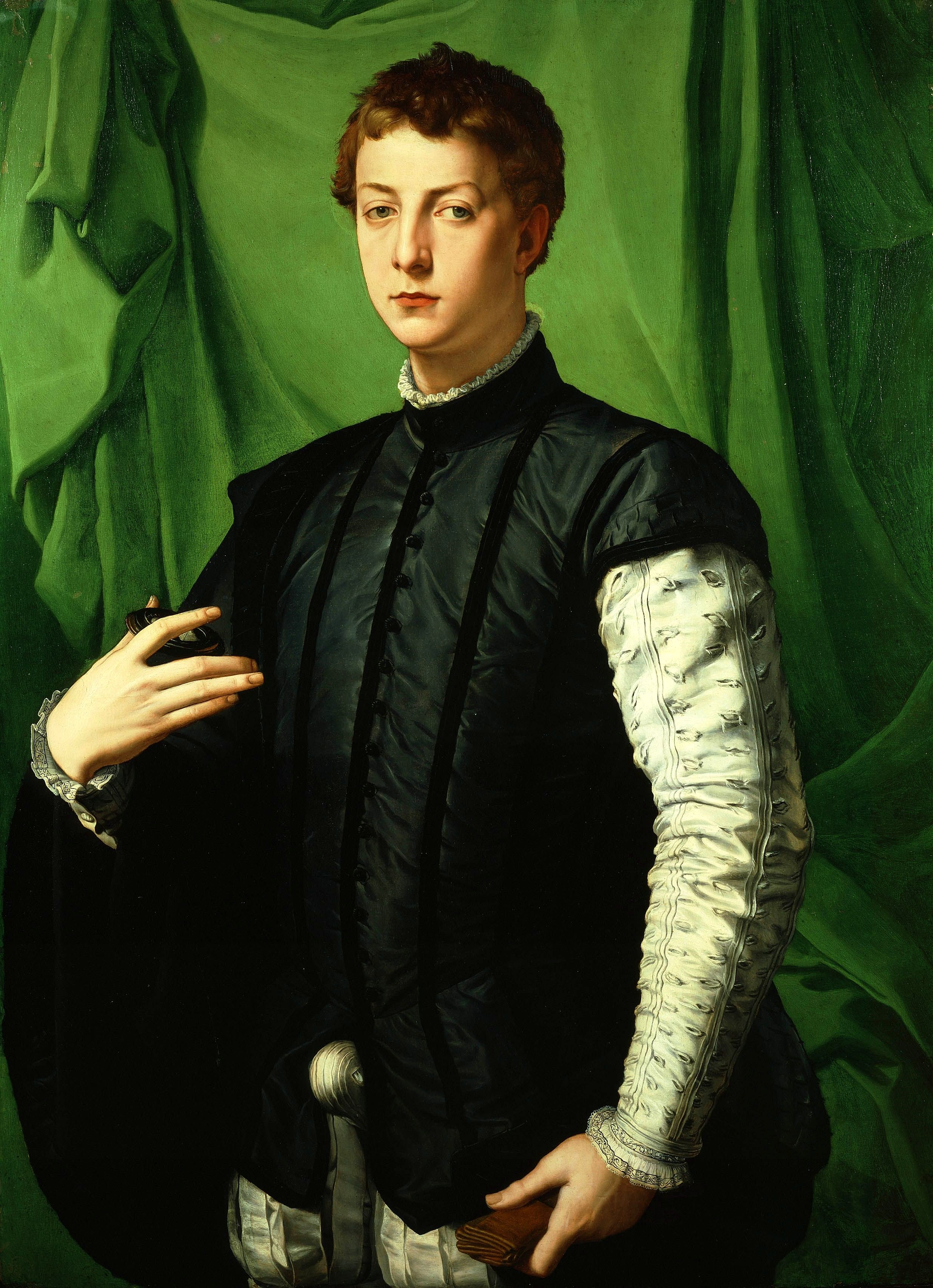
アーニョロ・ブロンズィーノ 『ルドヴィゴ・カッポーニの肖像』 1551年
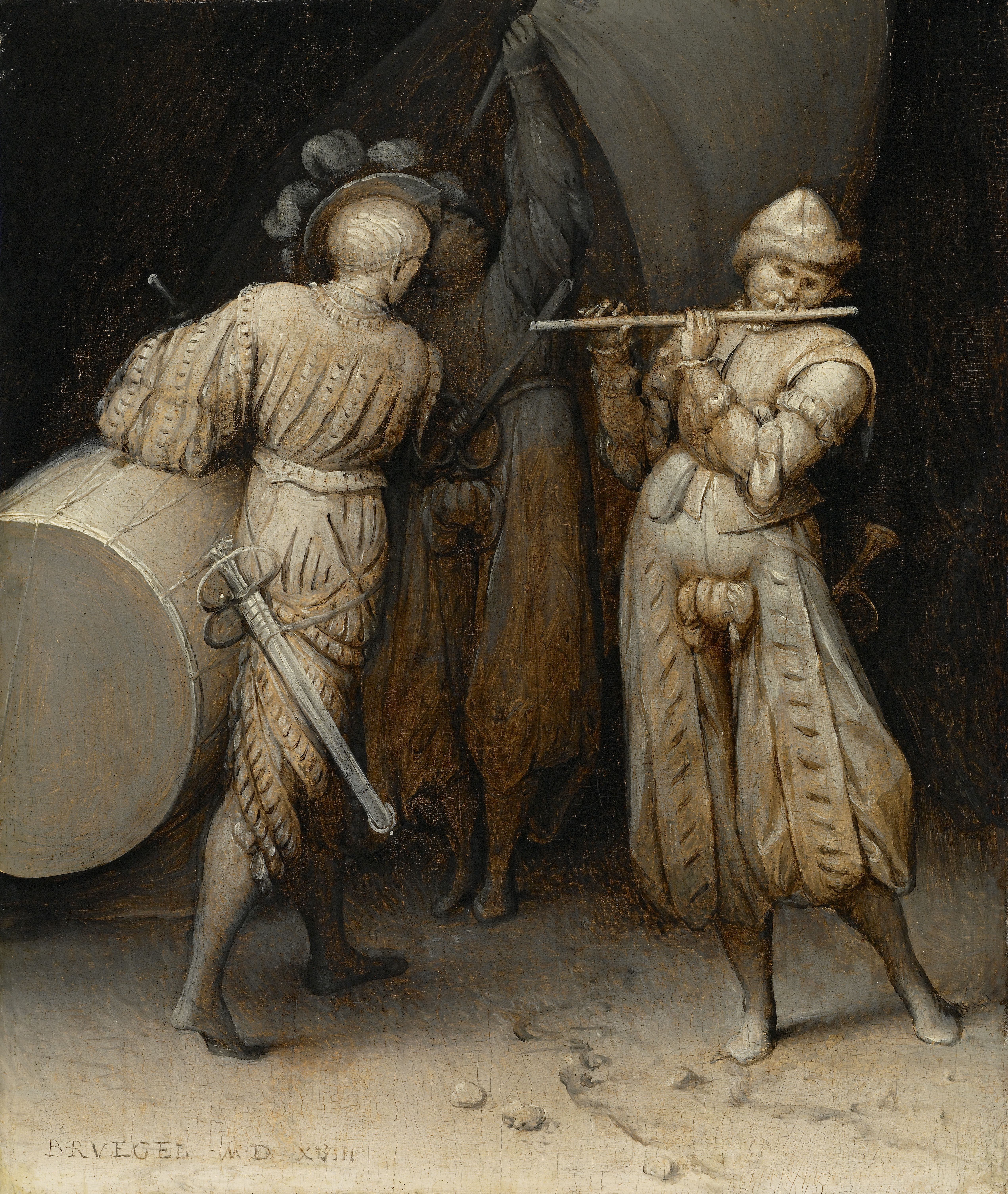
ピーテル・ブリューゲル Three Soldiers 1568年
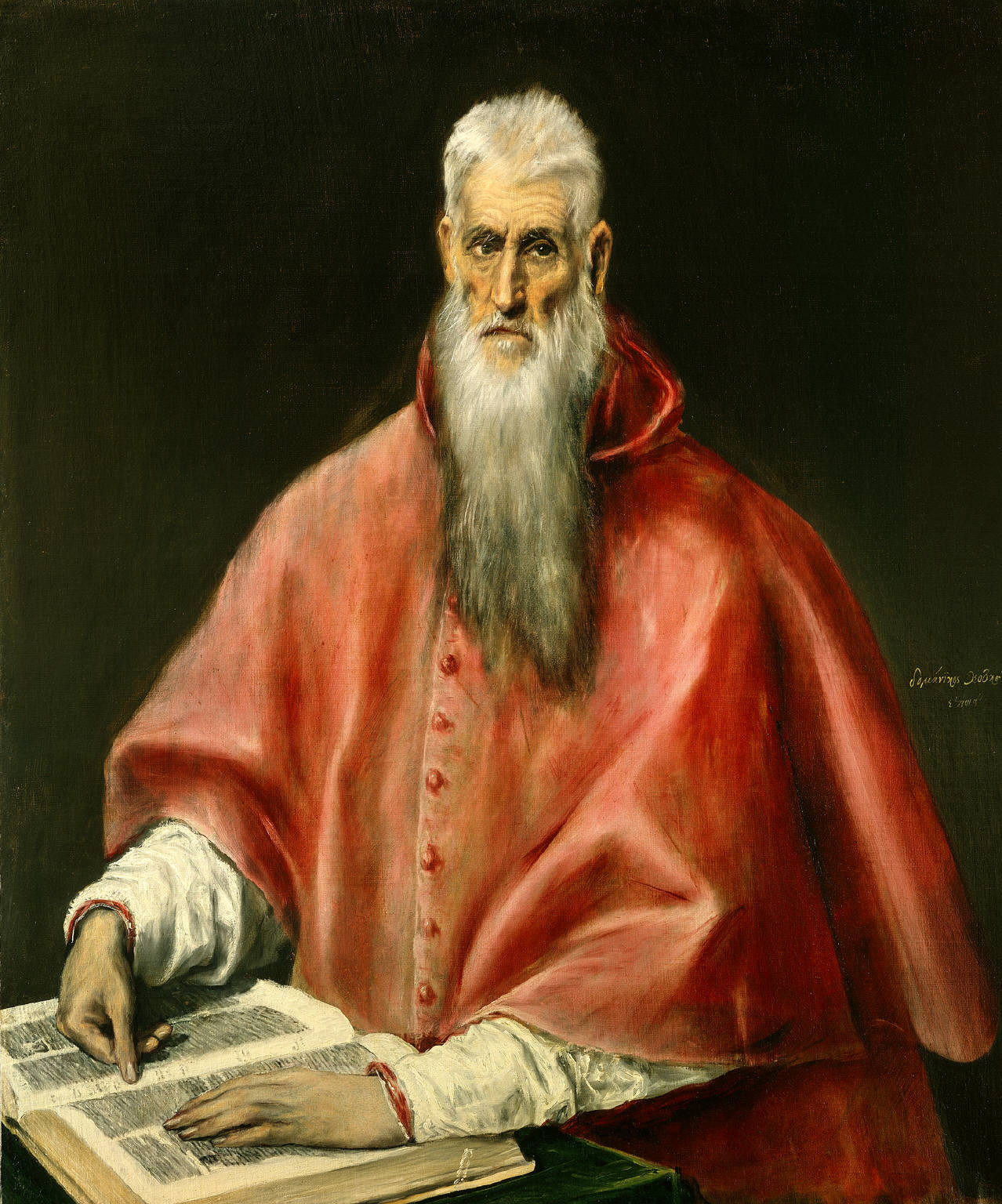
エル・グレコ 『聖ヒエロニムス』 1590年–1600年
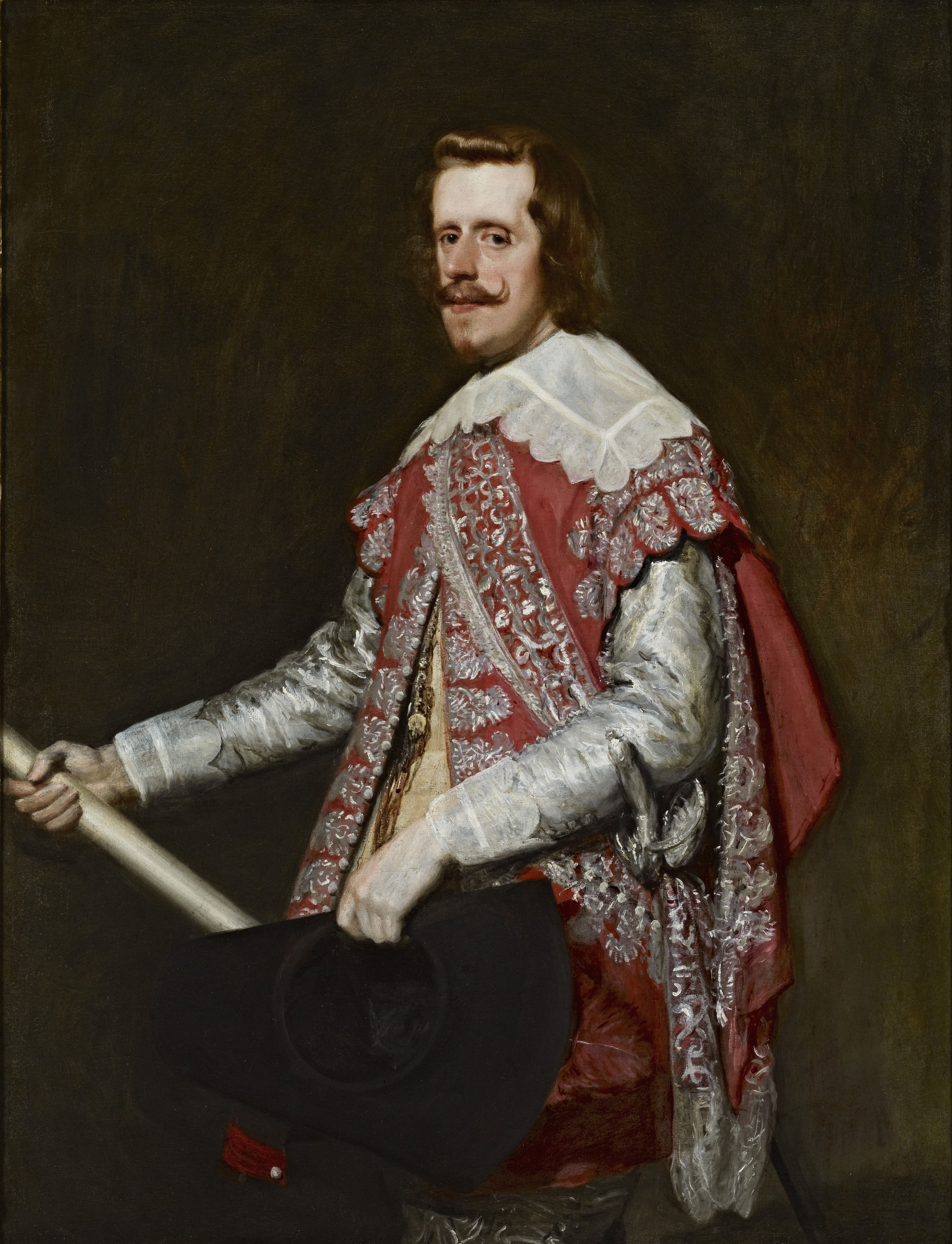
ディエゴ・ベラスケス 『フラガのフェリペ4世の肖像』 1644年
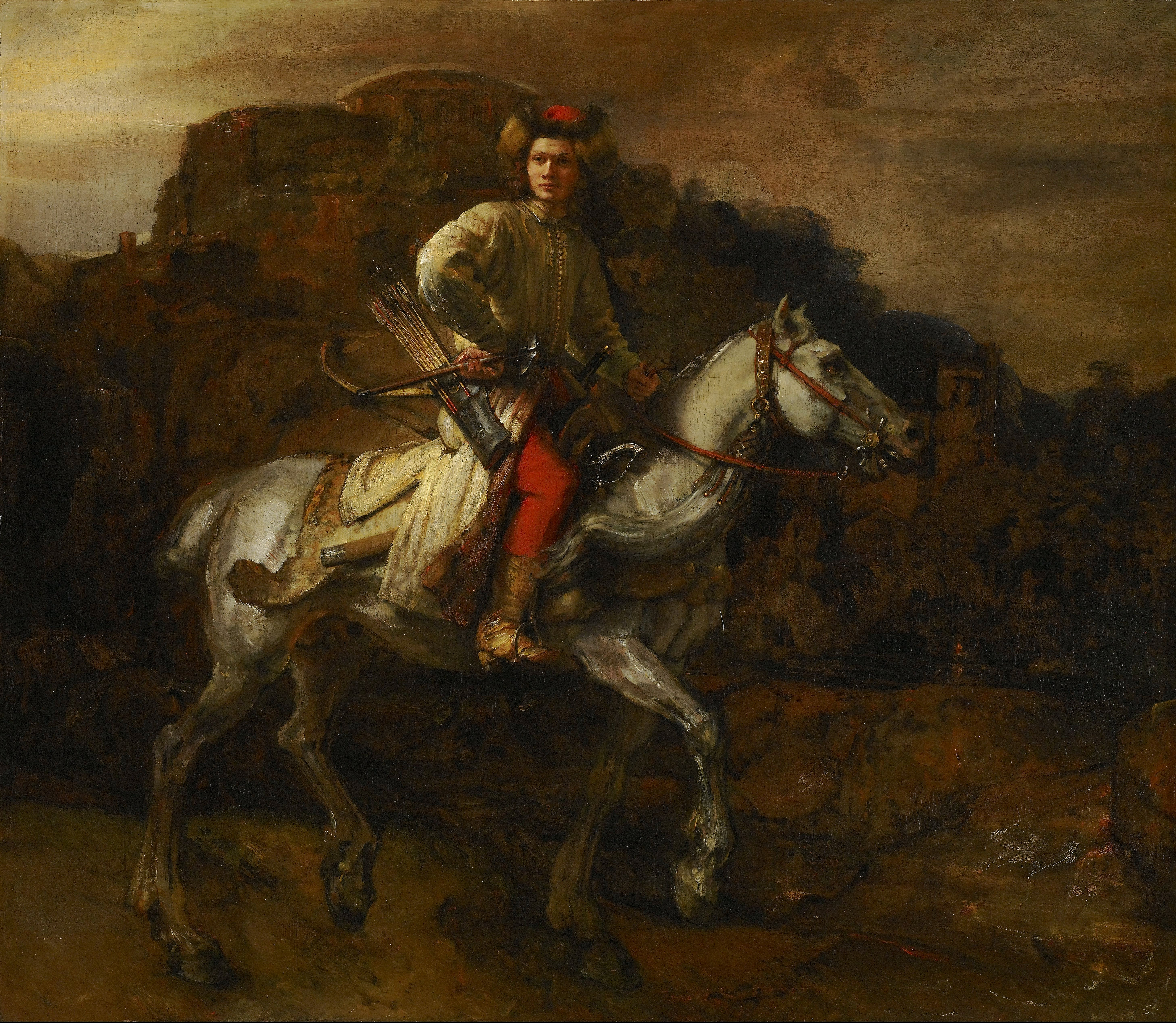
レンブラント 『ポーランドの騎手』 1655年頃
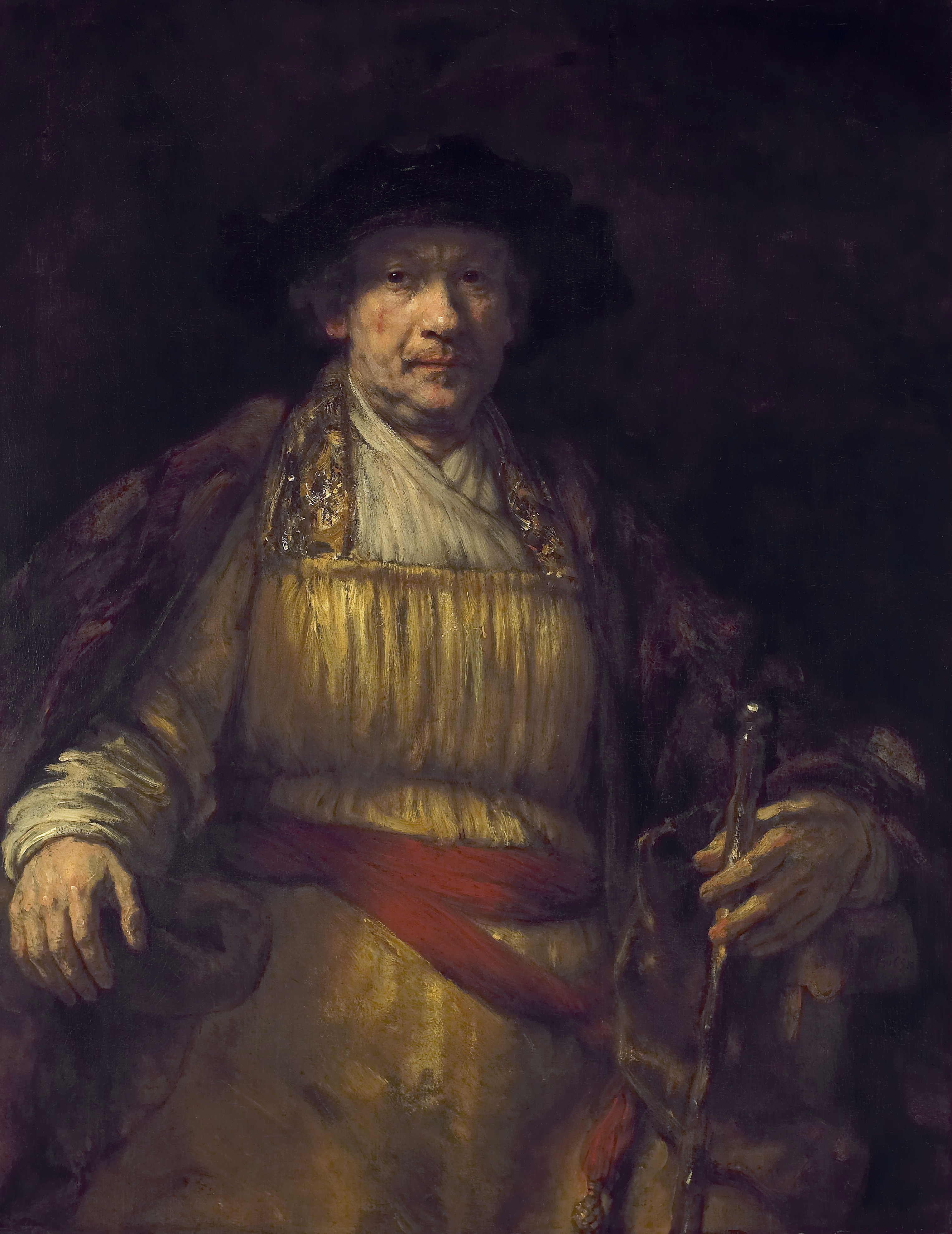
レンブラント 『自画像』 1658年
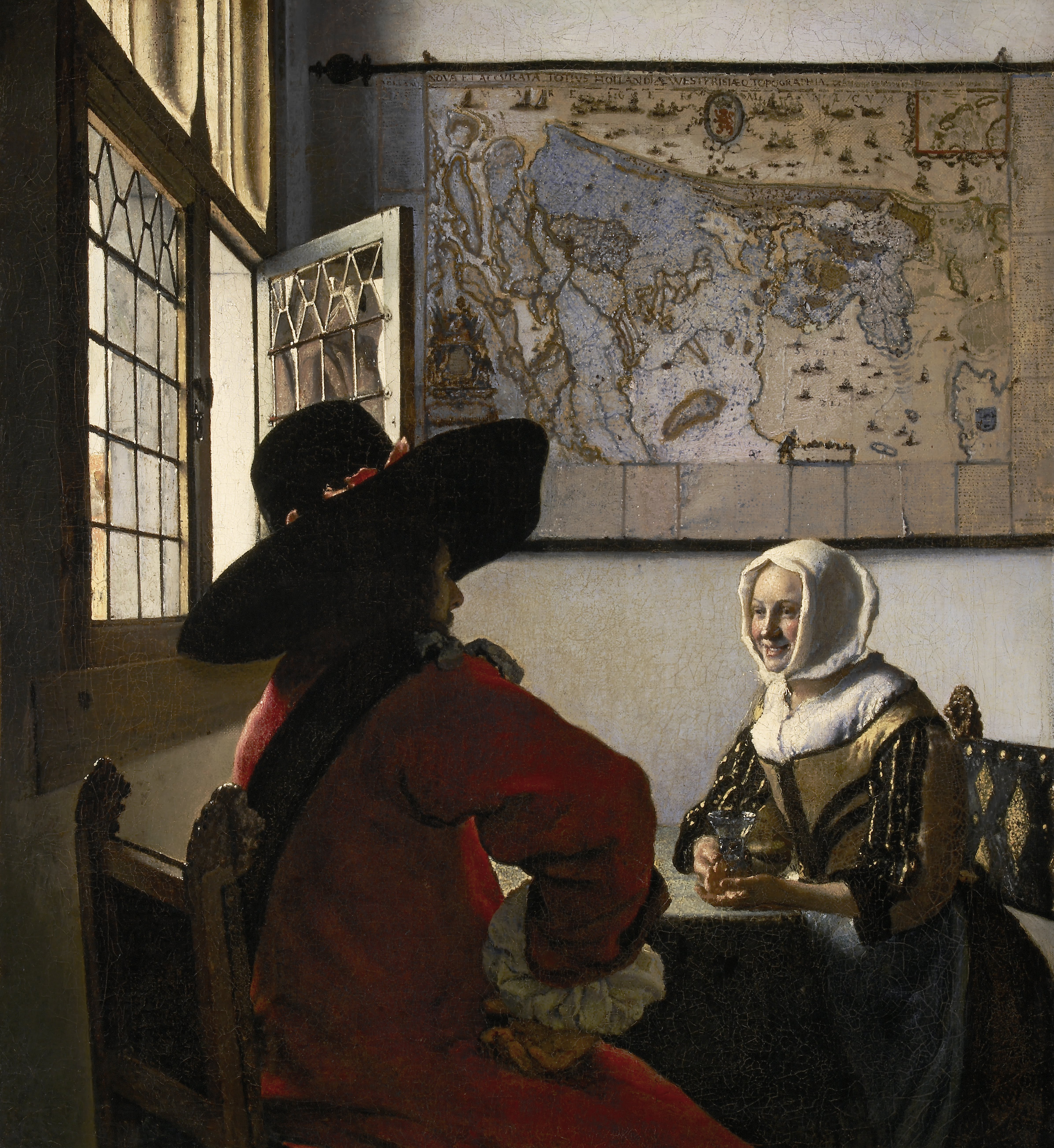
ヨハネス・フェルメール 『兵士と笑う娘』 1657年頃
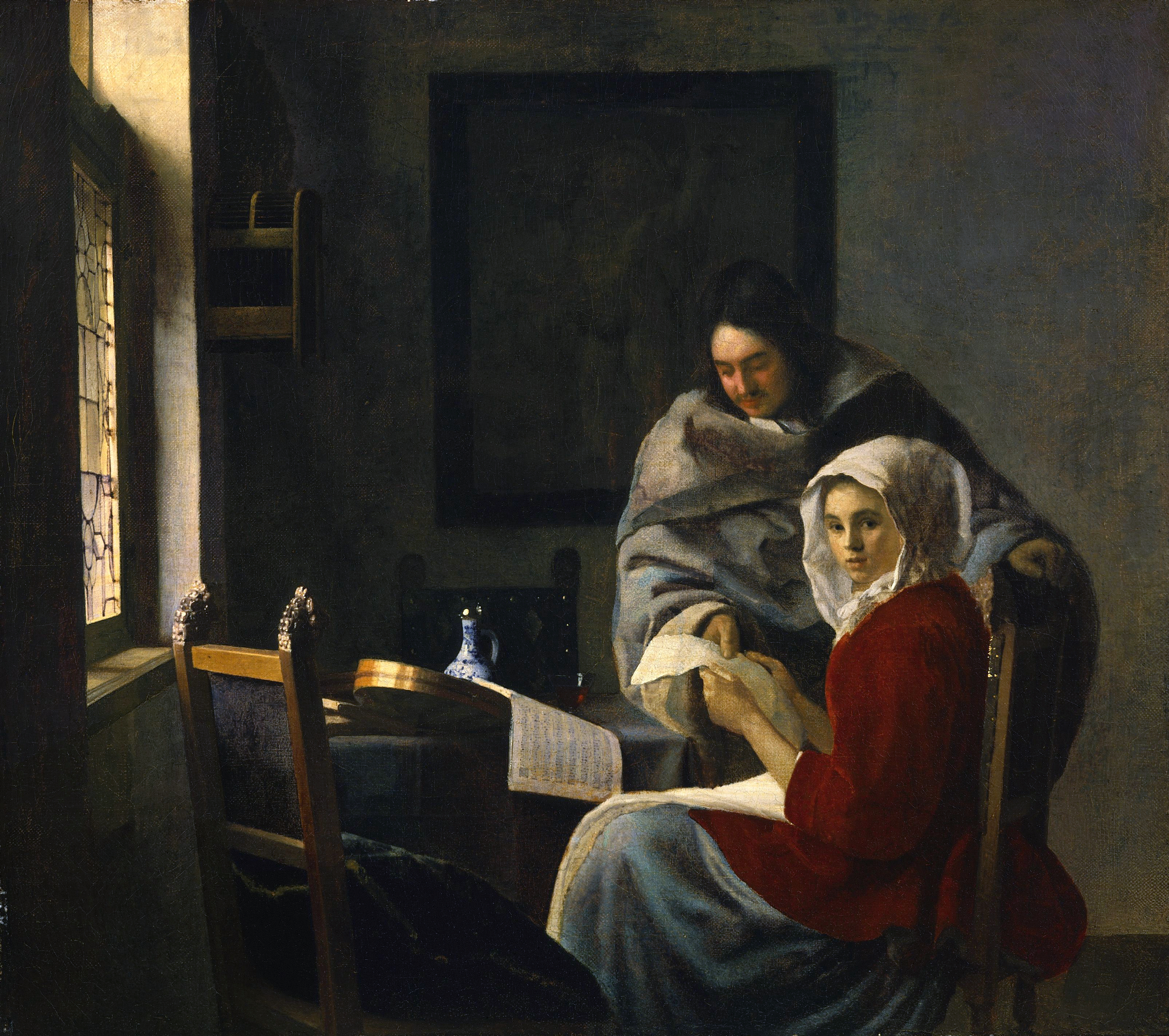
ヨハネス・フェルメール 『中断された音楽の稽古』 1658年-1661年頃
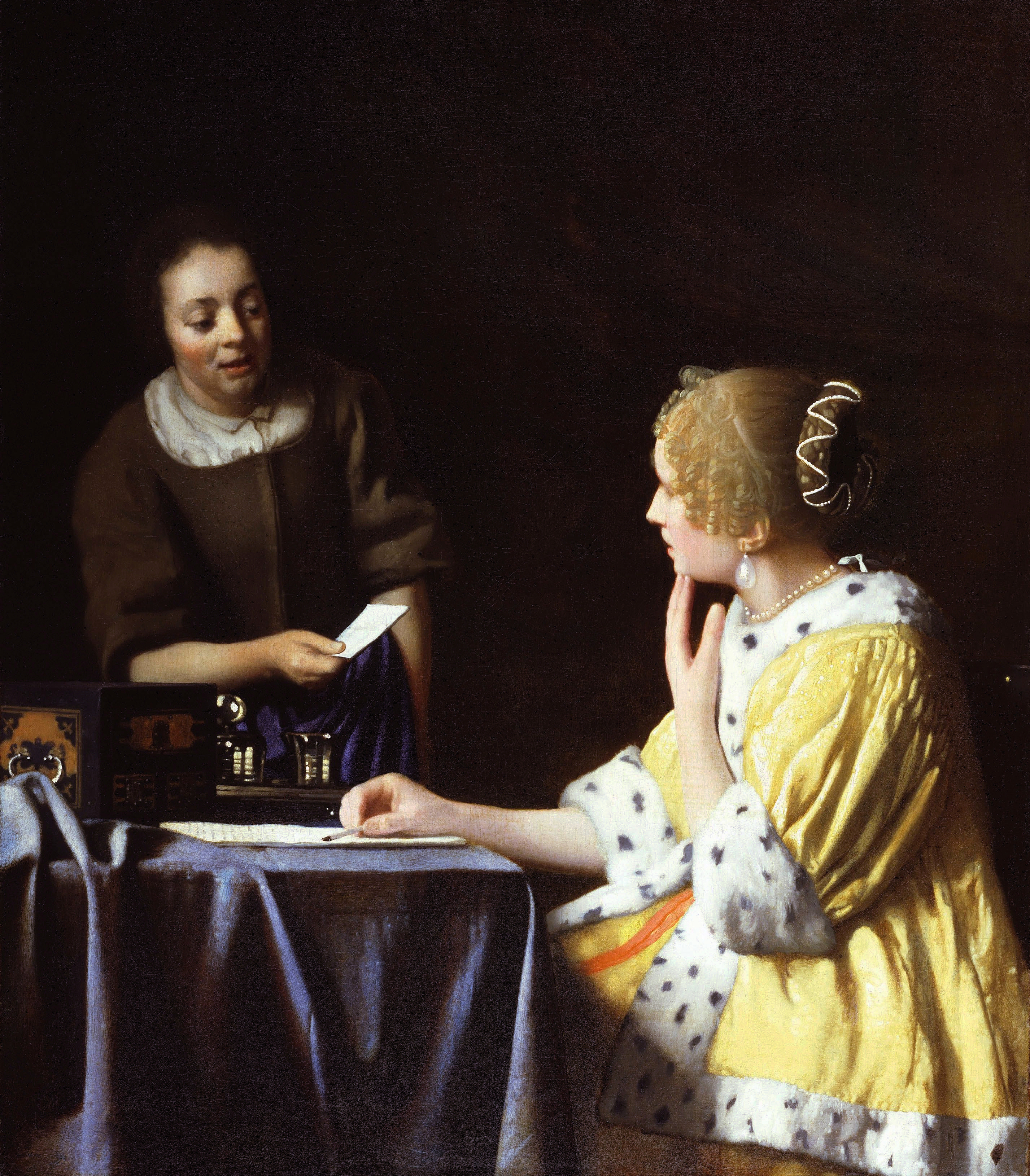
ヨハネス・フェルメール 『婦人と召使』 1666年-1667年頃
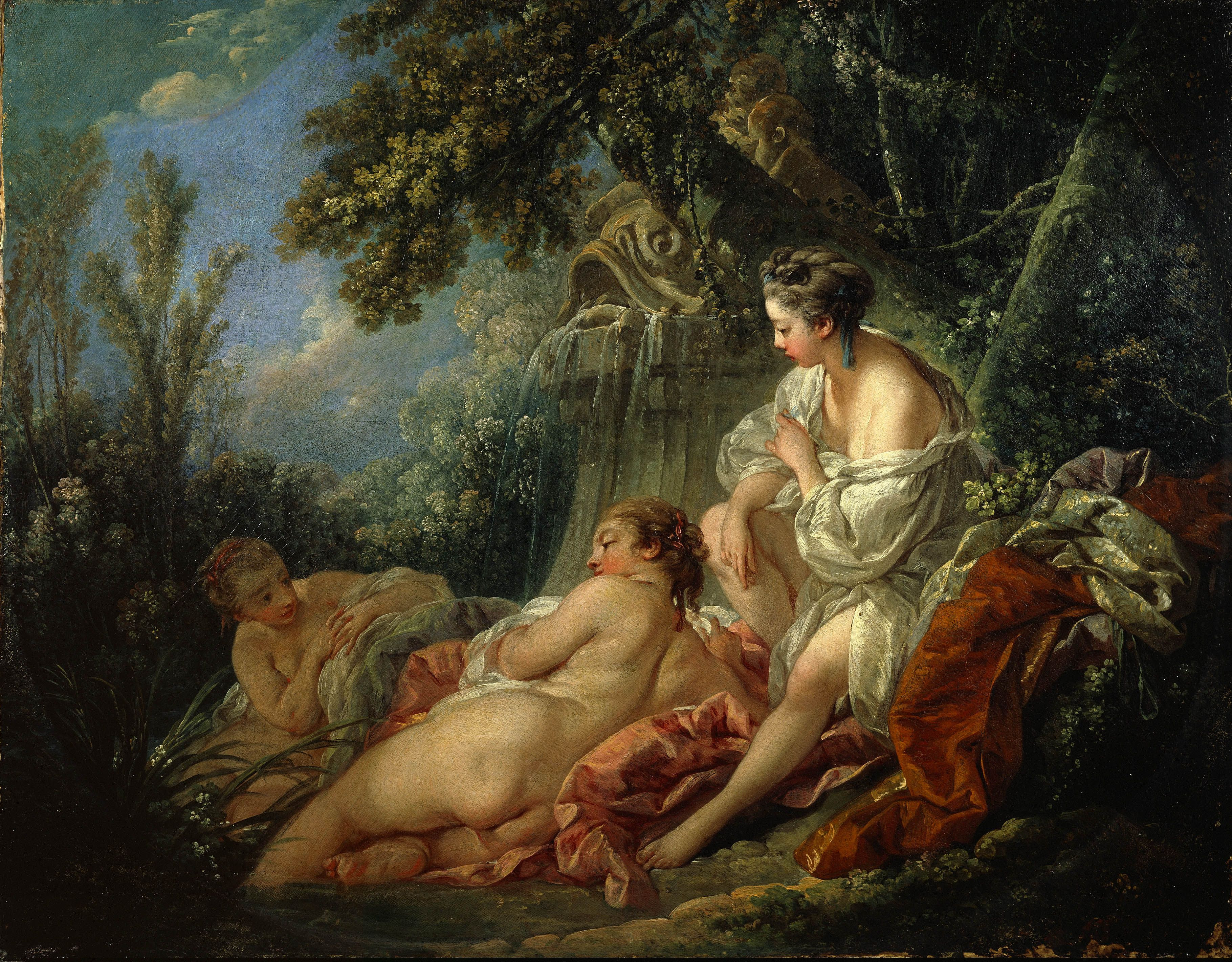
フランソワ・ブーシェ The Four Seasons (Summer) 1755年
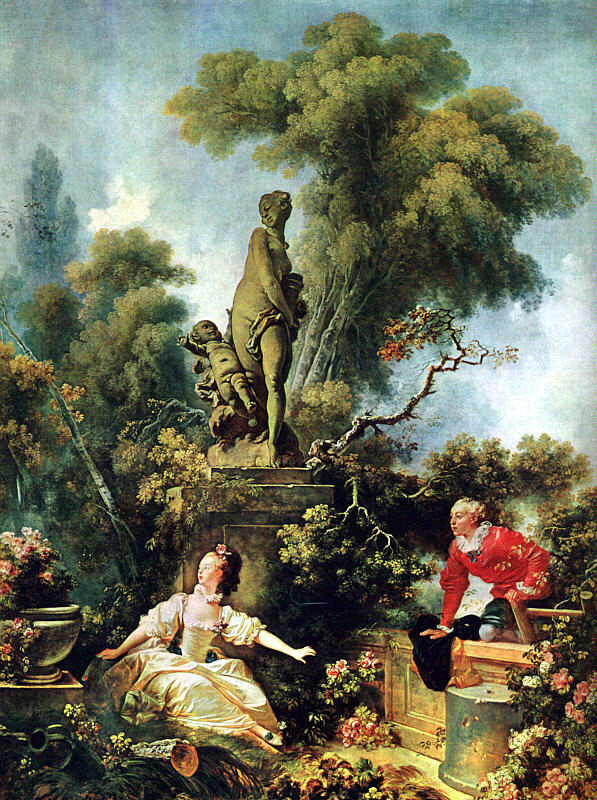
ジャン・オノレ・フラゴナール The Secret Meeting 1771年
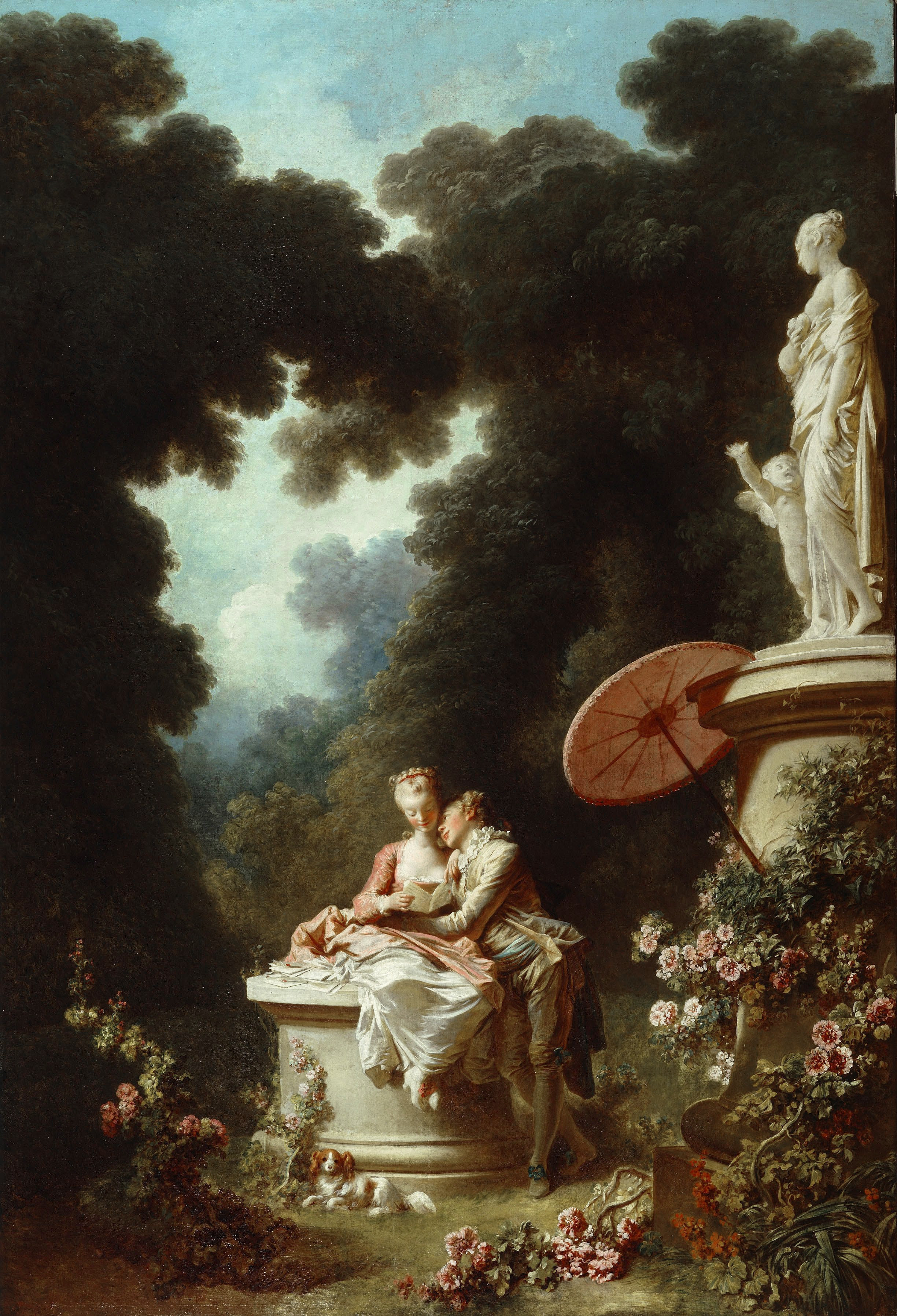
ジャン・オノレ・フラゴナール The Progress of Love - Love Letters 1771年-1772年
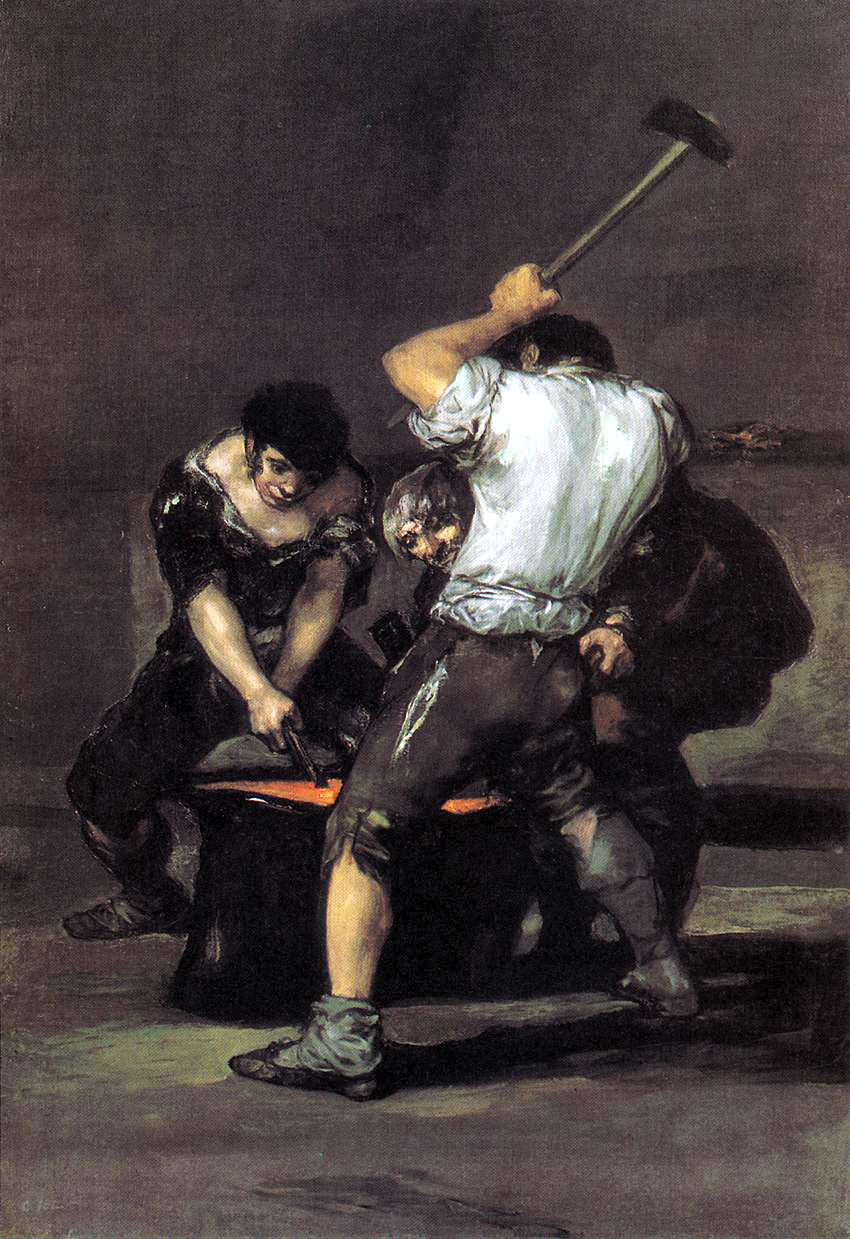
フランシスコ・デ・ゴヤ 『鍛冶屋』 1812年と1816年の間
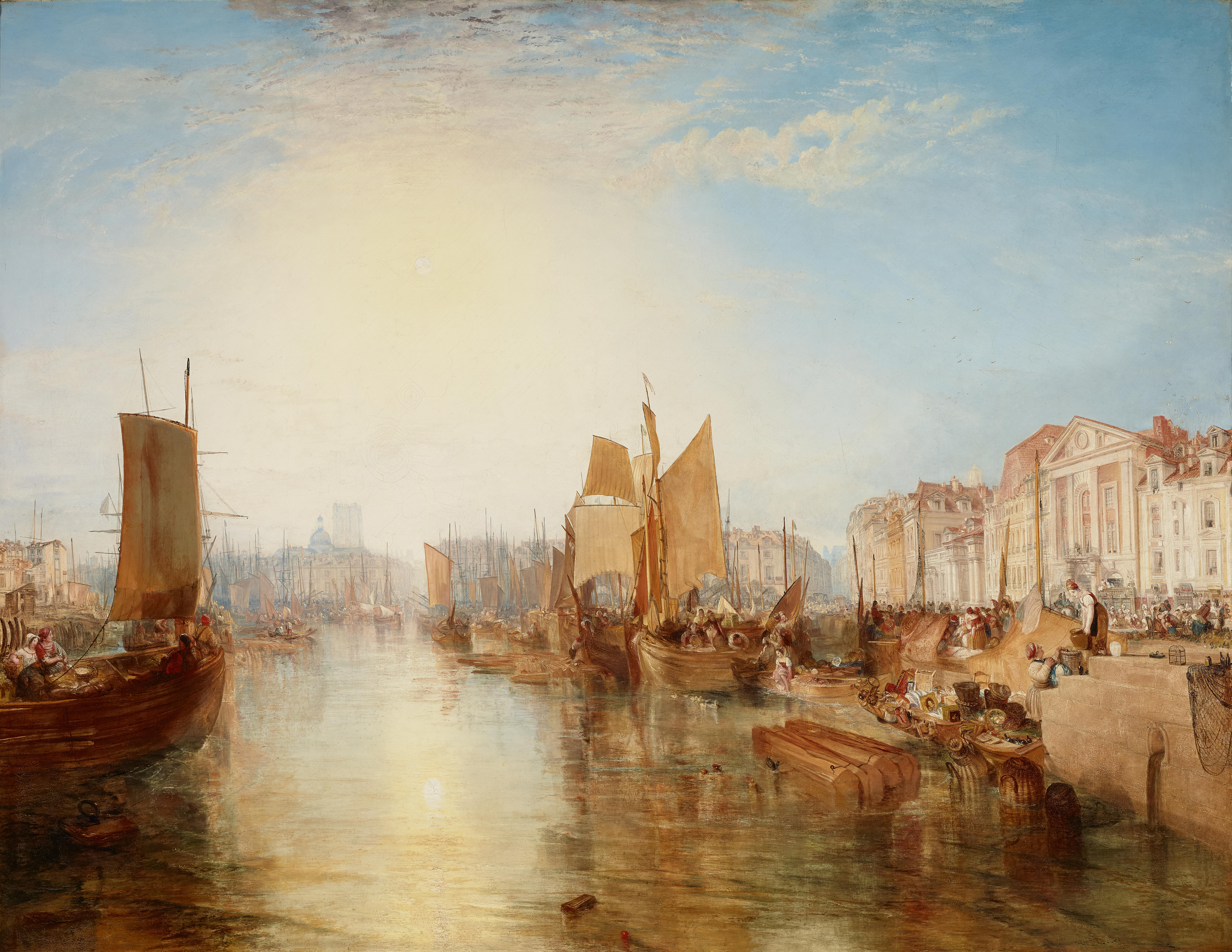
ジョゼフ・マロード・ウィリアム・ターナー 『ディエップの港』 1826年
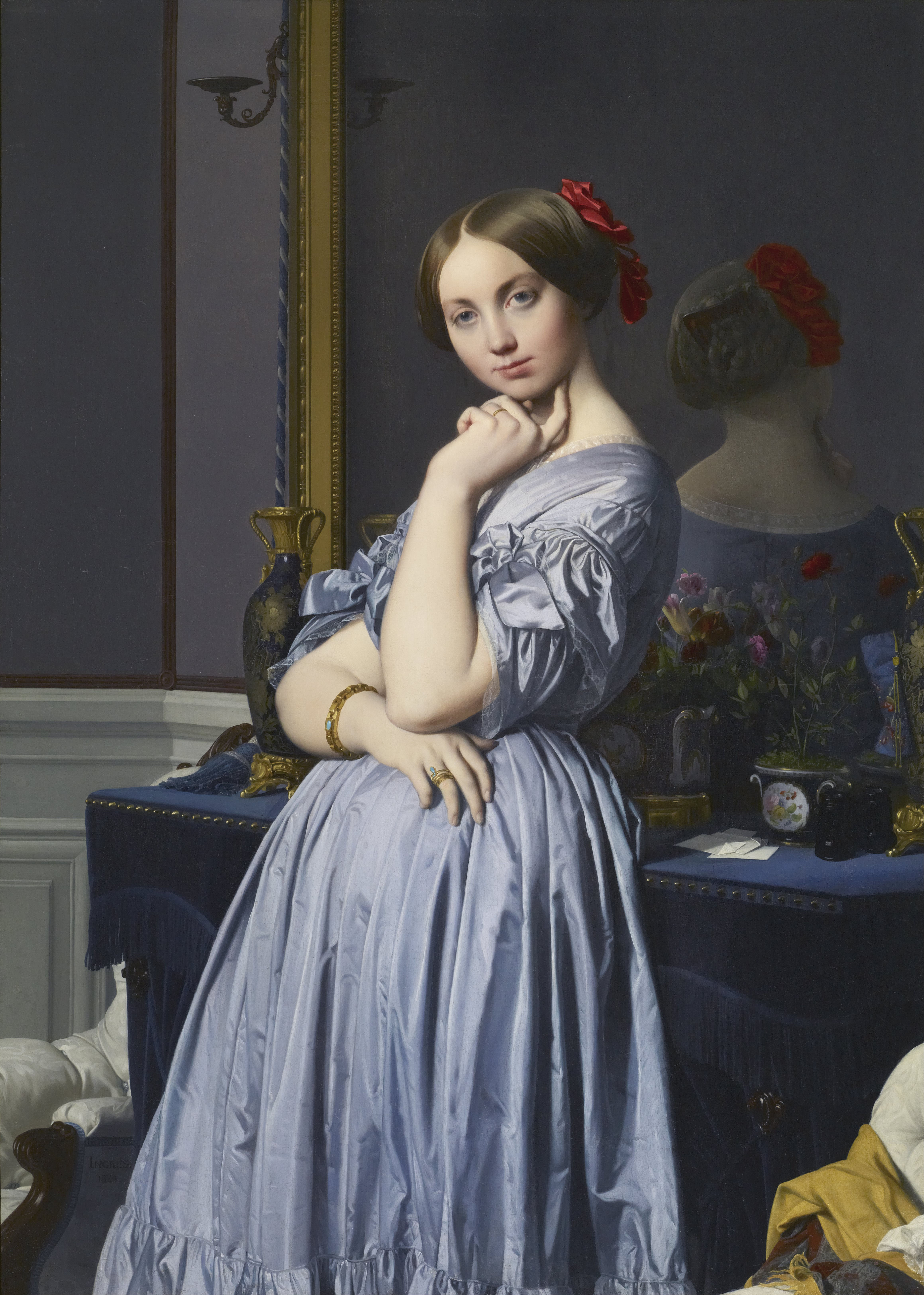
ドミニク・アングル 『ドーソンヴィル伯爵夫人の肖像』 1845年
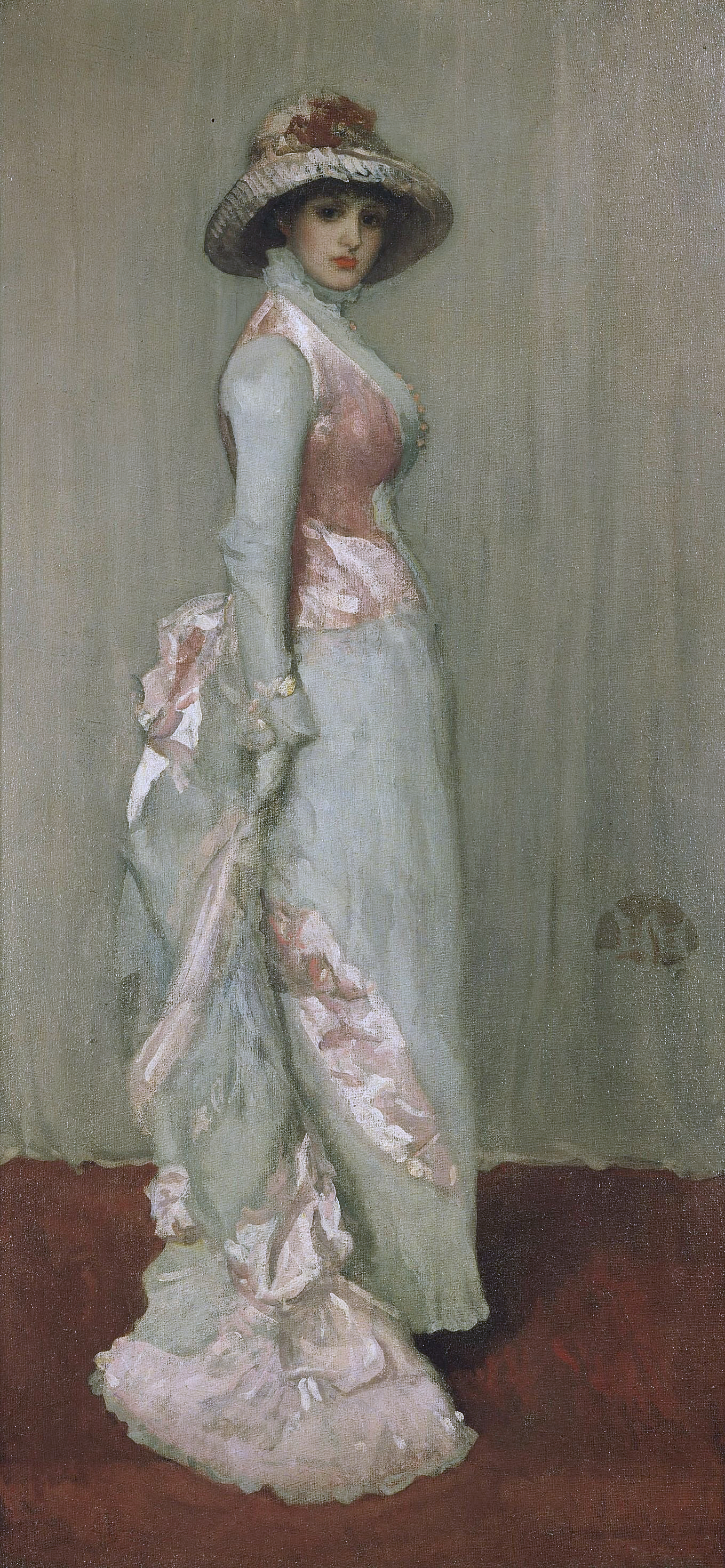
ジェームズ・マクニール・ホイッスラー 『ピンクとグレイのハーモニー：レディ・ミューの肖像』1881年